# Diver Down
Diver Down es el quinto álbum de estudio de la banda estadounidense de hard rock Van Halen. Fue lanzado en 1982. Estuvo 65 semanas en los mejores puestos de popularidad en Estados Unidos, y para 1998, vendió 4 millones de copias en ese mismo país. A pesar de tratarse mayoritariamente de un álbum de versiones, contiene algunas de las mejores canciones originales de la carrera de la banda, como "Secrets", "Little Guitars" o "Hang 'Em High".

## Antecedentes
El arte en la portada del álbum representa una bandera de buceo empleada en varias jurisdicciones de Estados Unidos (que indica la presencia de un buzo submarino en el área). Al preguntarle sobre el diseño durante 1982 en una entrevista con Sylvie Simmons (Sounds, 23 de junio de 1982), David Lee Roth dijo que simplemente simboliza que "algo está sucediendo pero no se puede ver a simple vista. Pones en alto esa bandera roja con la franja blanca. Bueno, un montón de gente se acerca a Van Halen como a una especie de abismo. Significa, no es aparente de inmediato a tus ojos lo que ocurre por debajo de la superficie." La contraportada incluye una foto por Richard Aaron de Van Halen en el escenario de Tangerine Bowl en Orlando, Florida, tomada el 24 de octubre de 1981 al concluir la antesala para The Rolling Stones.

## Música
Cinco de las doce canciones son covers de, siendo el más popular el de Oh, Pretty Woman, originalmente de Roy Orbison. En el momento, la compañía discográfica pensó que se obtendría un gran éxito con canciones que ya fueran famosas. En retrospectiva, los hermanos Van Halen lo ven como un trabajo inferior, Eddie declaró: "preferible un bombazo con una canción propia a un hit con la de otro." De cualquier modo, al momento de admitir que se encontraban en constante presión, declaró a Guitar Player (diciembre de 1982) que "fue divertido": "tras terminar la gira Fair Warning tour el año pasado (1981), planeábamos tomar un descanso y escribir esto y aquello. Dave vino entonces con una idea, '¿por qué no empezamos el año poniendo un simple single?' El quería Dancing in the Streets. Me dio la cinta original de Martha Reevs & the Vandellas, la escuche y dije, 'no pillo ni una sola cosa de esta canción'. No podía averiguar el riff, y tu sabes como me gusta tocar, siempre con un riff, no solo golpear acordes y hacer rasgueos. Entonces le dije, 'mira, si quieres hacer un cover, ¿por qué no Pretty Woman?', tomo un día. Fuimos a Sunset Sound en Los Ángeles, lo grabamos y salió el primer día del año. Empezó a escalar en popularidad, y de repente, Warner Bros, aquí va, 'tienen un single en sus manos. Necesitamos un álbum entero'. Dijimos, 'esperen un minuto, solo lo hicimos para seguir por ahí, que la gente sepa que seguimos vivos'. Pero seguían presionándonos, así que saltamos y sin dar tiempo a descansar del tour, empezamos la grabación. Pasamos doce días haciendo el álbum... fue muy divertido." En adición a esto, dos de las canciones originales eran mucho tiempo antes de hacer el álbum. Hang 'Em High va directo a las raíces de la banda con los demos de 1977 tales como Last Night, que poseía la misma música pero letra diferente. Cathedral tampoco era nada nuevo, lo interpretaban en 1981 y tenían versiones tempranas en 1980. Más aún, Happy Trails era una pista en broma de los demos de 1977.
En el juego licenciado de la banda, Guitar Hero: Van Halen, seis de las canciones del álbum son posibles de tocar,  Hang 'Em High, Cathedral, Intruder, (Oh) Pretty Woman, Little Guitars (Intro) y Little Guitars. Intruder y (Oh) Pretty Woman se unieron en una sola canción, mismo caso con ambas partes de Little Guitars.

## Listado de canciones
Todos los títulos compuestos por Eddie Van Halen, David Lee Roth, Alex Van Halen y Michael Anthony, excepto los de otra forma señalados.
1. "Where Have All the Good Times Gone!" (Ray Davies) – 3:02
2. "Hang 'Em High" – 3:28
3. "Cathedral" (Instrumental) – 1:20
4. "Secrets" – 3:25
5. "Intruder" (Instrumental) – 1:39
6. "(Oh) Pretty Woman" (William Dees, Roy Orbison) – 2:53
7. "Dancing in the Street" (Marvin Gaye, Ivy Hunter, William Stevenson) – 3:43
8. "Little Guitars (Intro)" (Instrumental) – 0:42
9. "Little Guitars" – 3:47
10. "Big Bad Bill (Is Sweet William Now)" (Milton Ager, Jack Yellen) – 2:44
11. "The Full Bug" – 3:18
12. "Happy Trails" (Dale Evans) – 1:03

## Formación
- Eddie Van Halen - guitarras eléctricas y acústica, teclados y coros.
- David Lee Roth -voz, armónica, sintetizador y guitarra acústica.
- Alex Van Halen - batería.
- Michael Anthony - bajo y coros.

### Músicos adicionales
- Jan Van Halen (padre de los hermanos Van Halen) - clarinete en la canción Big Bad Bill (#10).-

## Detalles técnicos
- Productor: Ted Templeman
- Técnicos: Ken Deane, Donn Landee
- Coordinadora de proyecto: Jo Motta
- Dirección artística: Pete Angelus, Richard Seireeni
- Fotografía: Richard Aaron, Neil Zlozower

## Influencia
En Stone Ocean, la sexta parte del manga japonés JoJo's Bizarre Adventure, el stand perteneciente a Narciso Anasui se llama Diver Down, en alusión al álbum de la banda.